# 鉢山町
鉢山町（日语：／ Hachiyamachō */?）是東京都澀谷區的町名。2013年9月30日為止的人口有1,122人。郵遞區號為150-0035。

## 地理
位於東京都澀谷區西南部。北鄰澀谷區南平台町。東接澀谷區鶯谷町。南連澀谷區猿樂町。西通目黑區青葉台。
町內多為住宅地，舊山手通附近為高級住宅區，也可見辦公大樓與商店。此地屬於一般所稱的「代官山」一部分。

## 歷史
江戶時代屬中澀谷村。1889年（明治22年）為澀谷村大字中澀谷字鉢山，1928年（昭和3年）為澀谷町大字鉢山町，1932年（昭和7年）為澀谷區鉢山町。1970年（昭和45年）實施住居表示。

### 地名由來
此地有形似擂鉢的山，傳聞是空鉢仙人的鉢而得名。

## 交通
町內主要幹道有舊山手通，也鄰近國道246號與山手通。鐵路車站方面，可利用澀谷站與東急東橫線代官山站。
行經此地的東急TRANSSÉS（東急トランセ）代官山循環線通往代官山站與澀谷站。

## 設施
- 東京都立第一商業高等學校
- NTT Communications鉢山大樓（暫時）
- 幾內亞大使館
- 烏干達大使館

## 備註
1. ↑  渋谷区／住民基本台帳・外国人登録による人口 的存檔，存档日期2013-10-13.